# کل مونیوز آرشیتکتس
کِل مونیوز آرشیتکتس (به انگلیسی: Muñoz and Company یا سابقاً Kell Muñoz Architects) تأسیس سال ۱۹۲۷ میلادی نام یک شرکت سابقه دار معماری در آمریکا است که در شهر سن آنتونیو در تگزاس قرار دارد.
بنیان‌گذاران این شرکت جان کل (John Kell, Sr) که بین 1903 و 2002 در قید حیات و نیز بارتلت کاک (Bartlett Cocke) بودند. جان کل به‌ویژه از شاگردان معمار بزرگ تگزاسی اونیل فورد بود.
این شرکت بیش از یکصد و سی جایزه در سطوح مختلف برنده شده

## برخی آثار
در میان آثار این گروه می‌توان به ساختمان $150 میلیون دلاری دادگاه کیفری سن آنتونیو اشاره کرد. از آثار معروف این گروه می‌توان همچنین موارد زیر را ذکر کرد:

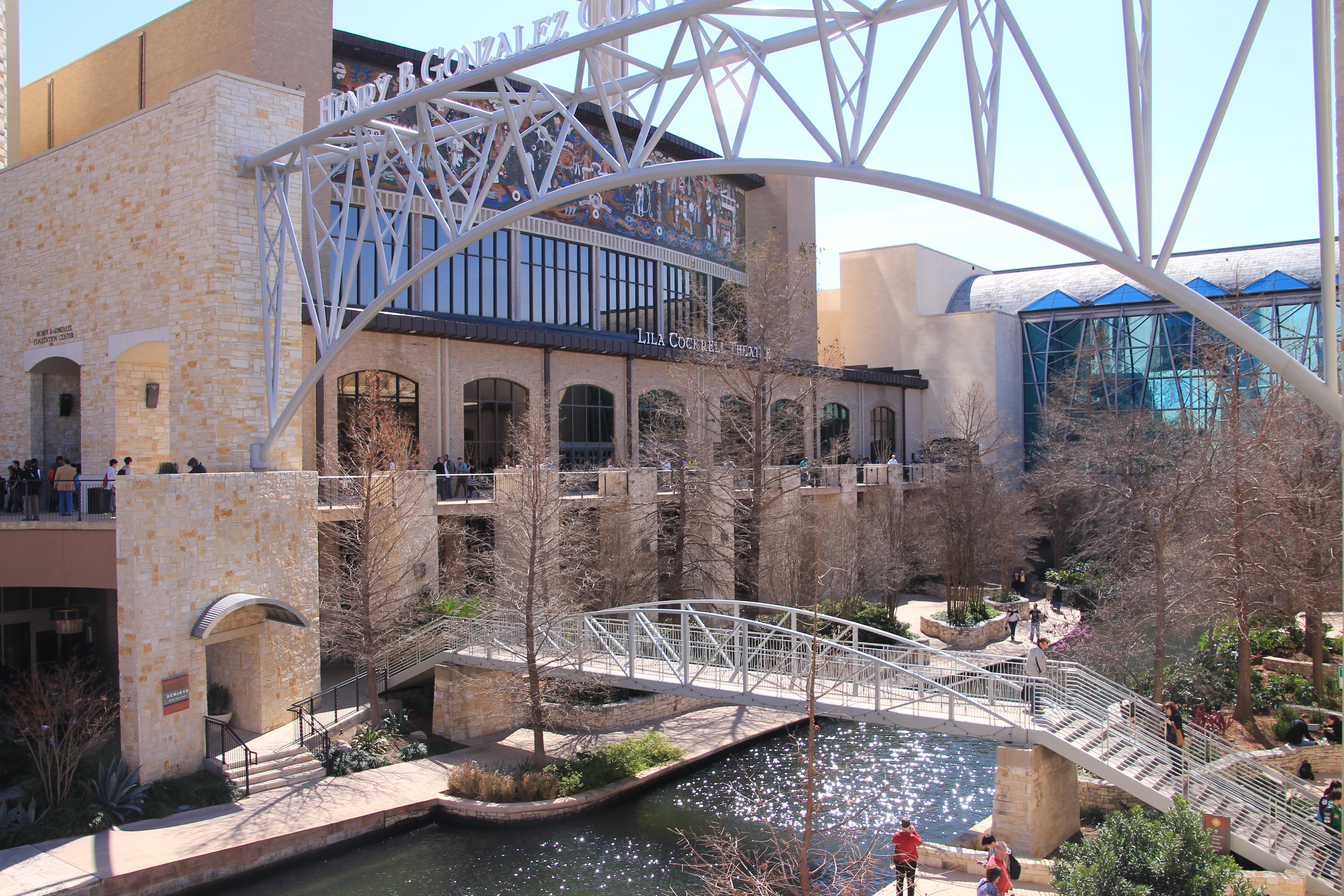
مرکز کنوانسیون هنری بی. گنزالز
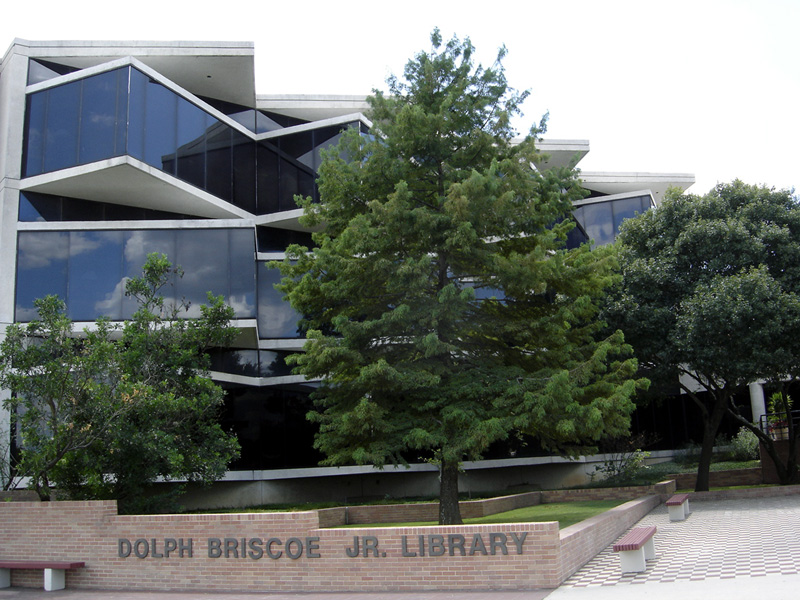
کتابخانه دالف بریسکو
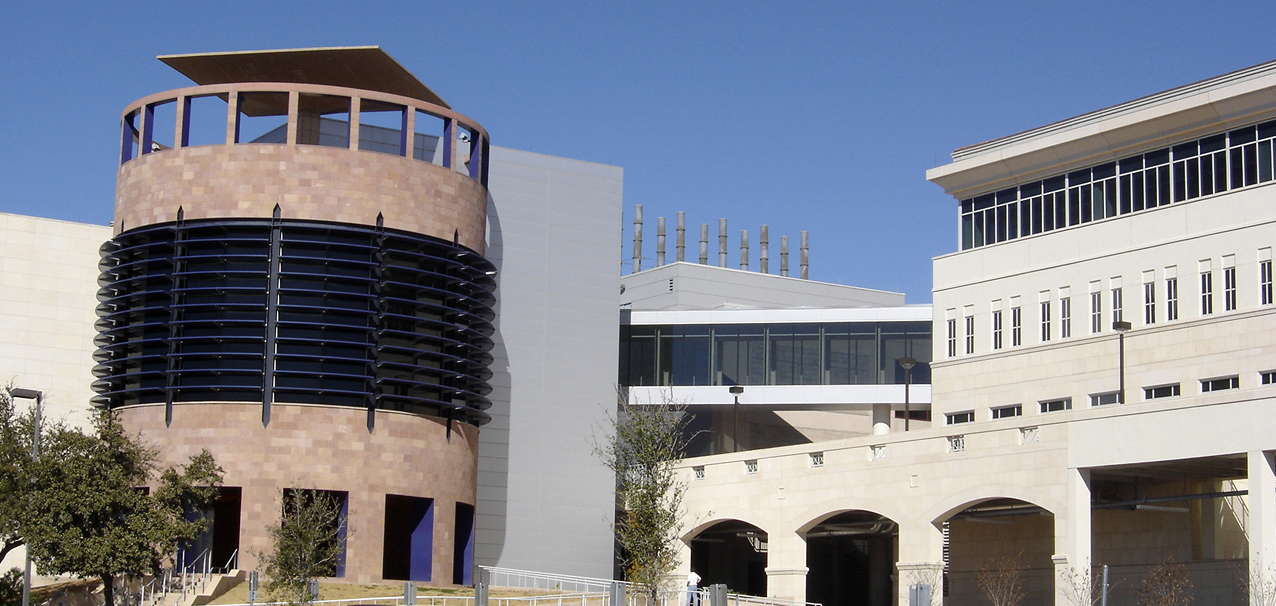
ساختمان مهندسی دانشگاه تگزاس در سن آنتونیو
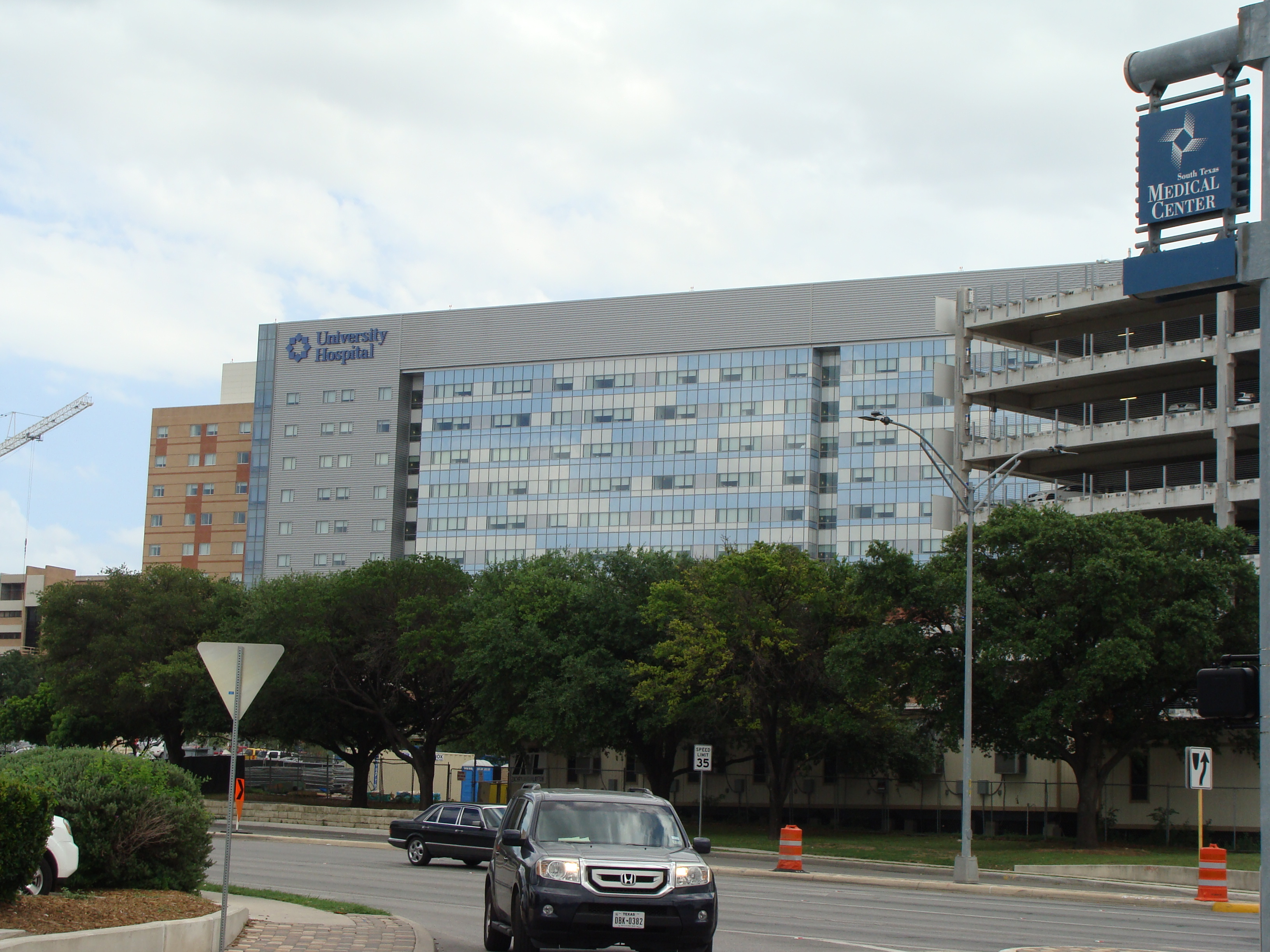
ساختمان جدید یونیورسیتی هلت سیستم
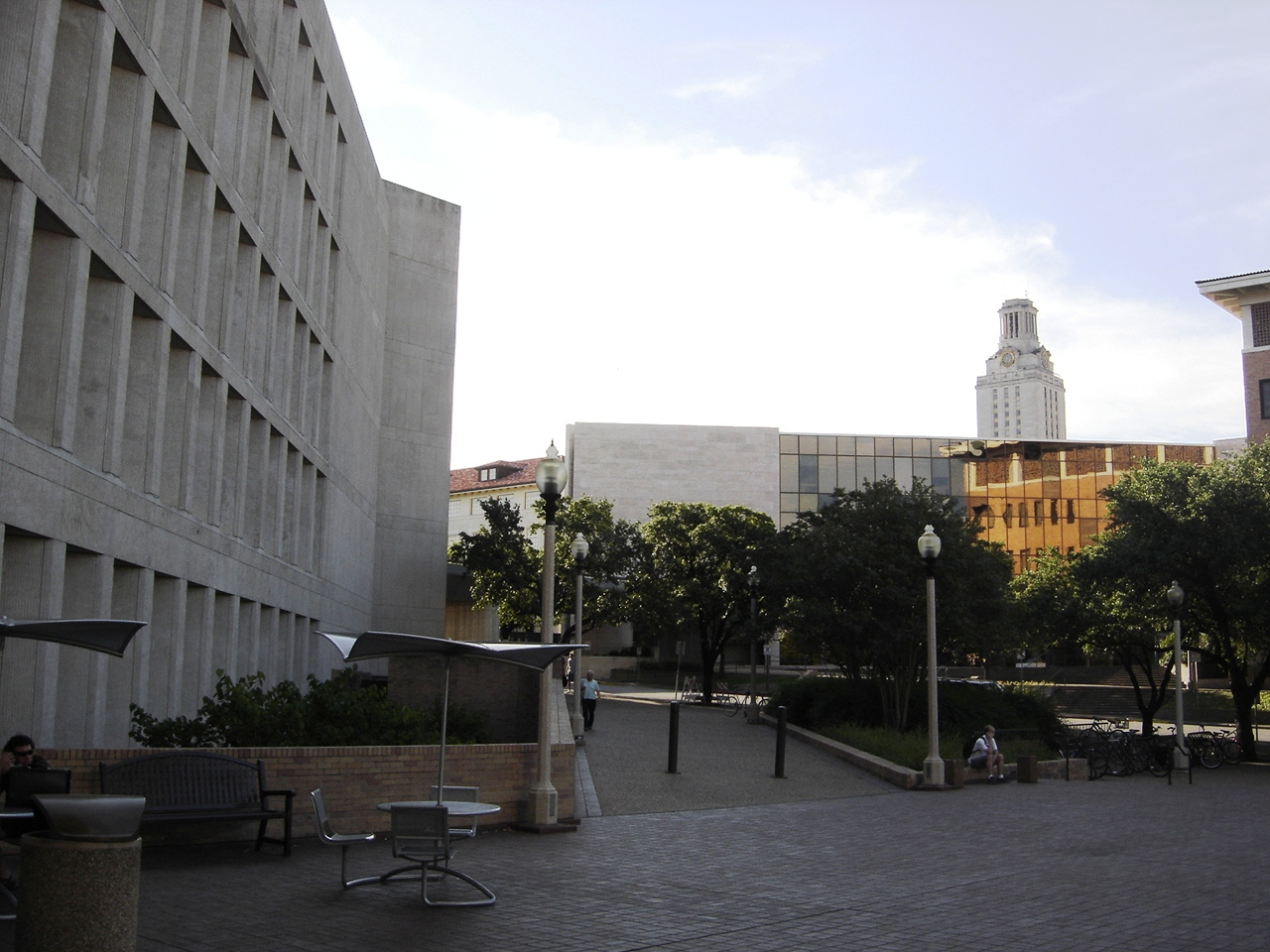
کتابخانه پری کاستانیدا دانشگاه تگزاس